# Time After Time (Eva Cassidy)
Time After Time è un album in studio della cantante statunitense Eva Cassidy, pubblicato postumo nel 2000.

## Tracce
1. Kathy's Song
2. Ain't No Sunshine
3. The Letter
4. At Last
5. Time After Time
6. Penny to My Name
7. I Wandered By a Brookside
8. I Wish I Was a Single Girl Again
9. Easy Street Dream
10. Anniversary Song
11. Woodstock
12. Way Beyond the Blue